# هری فیشبک
هری فیشبک (انگلیسی: Harry Fischbeck؛ ۳ ژوئن ۱۸۷۹ – May 28, 1968 (aged 88)) فیلم‌بردار اهل آلمان بود.